# Divinyls
Divinyls waren eine australische Pop-Rockband, die 1980 in Sydney gegründet wurde und aus der Sängerin Chrissy Amphlett und dem Gitarristen Mark McEntee bestand. Im Mittelpunkt stand die Sängerin, die auf der Bühne in einer Schuluniform mit Netzstrümpfen auftrat. Sie verwendete auf der Bühne oft eine Neonröhre und trat gegenüber den Bandmitgliedern und dem Publikum sowohl aggressiv als auch sexuell animalisch auf.
Die Band bestand ursprünglich aus fünf Mitgliedern, vollzog aber häufige Wechsel in der Besetzung, wobei nur Amphlett und McEntee als harter Kern übrig blieben, bis sie sich 1996 auflöste.
Im Mai 2001 zeichnete die Australasian Performing Right Association (APRA), als Teil ihrer Feier zum 75-jährigen Jubiläum, das Lied Science Fiction als einen der Top 30 Australian Songs aller Zeiten aus. Die Band wurde 2006 in die ARIA Hall of Fame aufgenommen. Gegen Ende des Jahres 2007 taten sich Amphlett und McEntee wieder zusammen, um eine neue Single aufzunehmen und begannen mit der Arbeit an einem neuen Album. Die Band spielte Ende 2007 und Anfang 2008 eine kleine Reihe von Liveauftritten in Australien.
Die Divinyls haben fünf Studioalben herausgebracht, wovon vier die Top 10 in Australien und eines, Divinyls, Platz 15 in den Vereinigten Staaten erreichte. Ihre meistverkaufte, 1991 veröffentlichte Single I Touch Myself erreichte die Nr. 1 in Australien, Platz 4 in den Vereinigten Staaten und Platz 10 im Vereinigten Königreich. Sie wird auch im Buch Wild Thing: Sex-Tips for Boys and Girls, der deutschen Übersetzung des Sexualkundelehrbuchs The Guide to Getting it on von Paul Joannides erwähnt und gehört zum Soundtrack von Austin Powers – Das Schärfste, was Ihre Majestät zu bieten hat.

## Geschichte

### 1980er Jahre: Gründung und erste Alben
Amphlett ist die Cousine der australischen Pop-Ikone Patricia „Little Pattie“ Amphlett, die mit Keith Jacobsen, dem jüngeren Bruder des Rockpioniers Col Joye und dem führenden Promoter Kevin Jacobsen verheiratet war. In ihrer Autobiographie Pleasure and Pain aus dem Jahr 2005 beschrieb Amphlett, dass sie bereits im Alter von vierzehn Jahren ihre musikalische Karriere begann. Sie wirkte in zahlreichen Bands mit und wurde im Alter von 17 Jahren wegen Straßenmusik verhaftet, während sie Spanien bereiste.
Amphlett und McEntee (ex-Air Supply) wurden einander von Jeremy Paul (ebenfalls ex-Air Supply) auf dem Parkplatz einer kleinen Konzerthalle in Collaroy, Sydney einander vorgestellt, nachdem Amphlett und Paul einen Gig mit ihrer damaligen Band Batonrouge absolviert hatten. Amphlett und McEntee trafen sich im Sydney Opera House wieder, wo Amphlett und Paul im Jahr 1980 in einem Chorkonzert sangen. Sie rekrutierten Bjarne Ohlin und Richard Harvey, und traten fast zwei Jahre lang in Pubs und Clubs in Sydneys Kings Cross auf. Während dieser Zeit handelte Paul Vereinbarungen zu Veröffentlichungen und Aufnahmen aus, die zur Unterzeichnung eines Vertrages mit WEA führten. Der australische Regisseur Ken Cameron sah den Auftritt der Divinyls in einem Club. Das führte dazu, dass die Divinyls im Jahr 1982 den Soundtrack zu Ken Camerons Film Monkey Grip beitrugen und Chrissy Amphlett, Jeremy Paul und Mark McEntee in Nebenrollen im Film mitspielten. Die Gruppe veröffentlichte zwei Singles aus dem Soundtrack, der EP Music from Monkey Grip: Boys in Town, die Platz 8 der australischen Single-Charts erreichte, und Only Lonely. Nach den ersten Erfolgen verließ der ursprüngliche Manager und Bassist Jeremy Paul die Band. Er wurde am Bass zunächst von Ken Firth, der davor bei der Musikgruppe The Ferrets spielte, und später von Rick Grossman ersetzt, der zuvor bei der Band Matt Finish spielte. Grossman verließ die Band im Jahr 1987, um Clyde Bramley bei den Hoodoo Gurus zu ersetzen. Bis Anfang des Jahres 1988 bestanden die Divinyls aus Amphlett und McEntee, wobei zusätzliche Musiker bei der Aufnahme oder bei den Touren engagiert wurden. In diesen zehn Jahren veröffentlichten die Divinyls vier Studiowerke, die EP Music from Monkey Grip bei WEA im Jahr 1982 sowie die drei Alben Desperate beim Plattenlabel Chrysalis Records im Jahr 1983, What a Life! im Jahr 1985 und Temperamental im Jahr 1988. Die letzten beiden Alben wurden von Chrysalis auch in den USA veröffentlicht. Die Divinyls hatten Chartplatzierung für ihre Singles in Australien. Sie erzielten im Jahr 1983 mit Science Fiction Platz 13 und 1984 mit Good Die Young Platz 32. Pleasure and Pain wurde von Holly Knight und Mike Chapman geschrieben und erreichte im Jahr 1985 Platz 1. Der spätere Manager Vince Lovegrove organisierte den Wechsel der Divinyls von WEA zu Chrysalis sowie ihre ersten Tourneen in den Vereinigten Staaten. Sie hatten dort eine Fangemeinde, ohne größeren kommerziellen Erfolg zu haben. Die Divinyls hatte auch in Australien Hits mit den beiden Coverversionen I Will Make You Happy von The Easybeats und Hey Little Boy von Syndicate of Sound (im Original Hey Little Girl), das im Jahre 1988 Platz 25 erreichte. Amphlett wurde zur kontroversen und auffälligen Berühmtheit, wobei sie für ihre freche, sexuell freizüge Persönlichkeit und den subversiven Humor in Texten, Darbietungen und Interviews in den Medien bekannt war.
In diesen ersten Jahren kreierte sie ein Image, das auf dem der Hard-Rock-Band AC/DC aufbaute. Amphlett ließ sich von Angus Youngs Schuluniform beeinflussen, ebenso übernahm sie Teile des Images von Blondies Deborah Harry. Von beiden nahm sie außerdem die obszönen Texte und sexuellen Anspielungen, die zu ihrem Image beitrugen. Wichtig war außerdem das fragile Bandgefüge, das Platz machte für offensive Streite, sowohl auf der Bühne als auch im Privatleben. Insbesondere in den Anfangstagen der Band machte Amphlett auch durch überbordenden Alkohol- und Drogenkonsum von sich reden, der sich in den 1990ern zu einem großen Problem entwickelte. Bereits ab dem Erfolgsalbum What a Life wurden sowohl Musik als auch Image langsam braver und poppiger.

### 1990er Jahre: Divinyls Duo
1991 veröffentlichten die Divinyls das Album diVINYLS bei Virgin Records und die Single I Touch Myself, die ihr einziger Nummer-eins-Hit in Australien wurde. Das Lied erreichte Platz 4 in den USA und Platz 10 im Vereinigten Königreich. Der Hauptteil der Hits der Divinyls wurde von Amphlett und McEntee gemeinsam geschrieben, aber in diesem Fall schrieben sie ihn zusammen mit Tom Kelly und Billy Steinberg. Das Album erreichte Platz 5 der australischen Albumcharts und Platz 15 der Billboard 200. Der Schlagzeuger bei ihren Konzerten war Charley Drayton, der mit Amphlett eine Beziehung hatte und ab dem Jahr 2000 mit ihr in New York zusammenlebte. Eine Meinungsverschiedenheit mit Virgin Records verhinderte eine zukünftige Veröffentlichung außerhalb von Australien. In ihrer Heimat veröffentlichten sie jedoch weitere Alben. Mit der Single I Ain’t Gonna Eat Out My Heart Anymore erreichte die Band Platz 19 im Jahr 1992 und mit I’m Jealous Platz 14 im Jahr 1995. Während der 1980er und 1990er arbeitete Amphlett als Songwriterin mit anderen Künstlern wie Chrissie Hynde und Cyndi Lauper zusammen, und sowohl Amphlett als auch McEntee arbeiteten an Soloprojekten.
1991 wurde das Livealbum Divinyls Live veröffentlicht, anschließend erschien fünf Jahre lang kein weiteres Studioalbum. In den frühen 1990er nahmen sie eine Reihe von Coversongs für verschiedene Filmsoundtracks auf, einschließlich des Liedes I Ain’t Gonna Eat Out My Heart Anymore von den Young Rascals für Buffy – Der Vampir-Killer (1992), von Wild Thing der Wild Ones für Robin Hood Junior (1993) und von Love Is the Drug von Roxy Music für Super Mario Brothers (1993).
Das Lied I Touch Myself verursachte wegen des anzüglichen Textes eine Kontroverse und wurde in Teilen der Vereinigten Staaten nicht im Radio gespielt. In Texas wurde beispielsweise von den Organisatoren des Austin Aqua Fests im Jahr 1991 mitten im Lied der Band der Strom abgedreht. Das Lied wird auch im Aufklärungsbuch The Guide to Getting it On von Paul Joannides erwähnt.
1996 erschien Underworld, ihr fünftes Studio-Album, das in Australien von BMG veröffentlicht wurde. Trotz des Erfolges von diVINYLS hatte Virgin sie nicht unter Vertrag behalten und BMG veröffentlichte das Album nicht in den USA. Wie bei What A Life! arbeiteten sie mit drei Produzenten zusammen, darunter Peter Collins, der I’m Jealous in Nashville aufnahm sowie Keith Forsey für Sex Will Keep Us Together und Heart of Steel. Obwohl Heart of Steel als Single ausgewählt wurde, beendeten die Divenlys ihre Zusammenarbeit mit Forsey, denn laut Amphlett war er ihnen zu poppig („he was a bit too ‚pop‘ for us“). Die übrigen Stücke wurden von ihrem Schlagzeuger Drayton produziert. Anfang des Jahres 1997 hatten Amphlett und McEntee einen Streit und trennten sich, ohne die Divinyls förmlich aufzulösen.

### Nach der Trennung der Band
Nach dem Album Underworld verfolgte Amphlett eine Karriere als Musicalsängerin. 1998 spielte sie die Rolle der Judy Garland in dem australischen Musical The Boy from Oz nach der Lebensgeschichte des Entertainers Peter Allen. Die Produktion wurde ein Erfolg. Amphletts Interpretation der Judy Garland brachte ihr das Lob der Kritiker ein, sie wurde für den Helpmann Award in der Kategorie beste weibliche Schauspielerin in einem Musical nominiert.
Amphlett und McEntee konzentrierten sich auf Soloprojekte und die Zusammenarbeit mit anderen Künstlern. Amphlett und Drayton lebten ab dem Jahr 2000 in New York, während McEntee mit seiner Partnerin Melanie Greensmith in Perth das Modelabel Wheels and Doll Baby betrieb. Im November 2005 veröffentlichte Amphlett mit dem Koautor Larry Writer ihre Autobiografie Pleasure and Pain: My Life. In dieser berichtete sie detailliert über ihre Erfolge, aber auch über Drogen und Alkoholmissbrauch, Liebesbeziehungen und Triumphe als Mitglied der Divinyls.

### 2006: Hall of Fame und Neugründung
Am 16. August 2006 wurden die Divinyls in die ARIA Hall of Fame aufgenommen und hatten ihre erste Darbietung seit zehn Jahren bei der Preisverleihung. Kurz darauf vereinigten sie sich wieder: Die Kompilation Greatest Hits wurde von EMI Music Australia im August 2006 herausgebracht. Die Single Don’t Wanna Do This wurde im November 2007 veröffentlicht. Pläne für ein neues Studioalbum 2007 verliefen jedoch im Sande.
Die Divinyls traten am 25. November 2007 während des großen Finales von Australian Idol im Sydney Opera House auf, wobei jedoch ihre Darbietung von Boys in Town, das auch von der Idol-Gewinnerin Natalie Gauci gesungen wurde, wiederholt werden musste, nachdem die Übertragung auf Network Ten unterbrochen worden war. Eine landesweite Tour durch Australien folgte im Dezember 2007 mit einer Tourband, die aus Drayton am Schlagzeug, Jerome Smith am Bass, Charlie Owen an der Gitarre und dem neueste Mitglied Clayton Doley am Keyboard bestand.
Amphlett gab am 7. Dezember 2007 in einem Interview mit Richard Wilkins auf Network Nines A Current Affair bekannt, dass sie an Multipler Sklerose litt, nichtsdestotrotz freue sie sich auf die Tournee mit den Divinyls. Am nächsten Tag waren die Divinyls Headliner des Homebake Musikfestivals, wobei Amphlett eine für sie untypische Zerbrechlichkeit ausstrahlte, als sie versuchte, das Publikum zum Mitsingen zu bewegen. Im August 2009 erklärte Amphlett, dass sie mit den Divinyls abgeschlossen und eine neue Band in New York hätte.

### Tod Amphletts und Reunionsversuche
Am 21. April 2013 verstarb Christina Amphlett zu Hause in New York City an den Folgen einer Brustkrebserkrankung. Sie wurde nur 53 Jahre alt. Auf Grund ihrer Vorerkrankung konnte sie keine Chemotherapie und keine Bestrahlung erhalten. Sie machte ihre Erkrankung vorher öffentlich, um anderen betroffenen Frauen zu helfen. Nach ihrem Tod kamen eine Reihe von australischen Musikern und Prominenten zusammen, die eine Coverversion von I Touch Myself aufnahmen und die Doppeldeutigkeit des Songs („Ich fasse mich an“, aber auch: „ich befriedige mich selbst“) verwendeten, um über Brustkrebs und die Möglichkeit der Selbstdiagnose über Ertasten aufmerksam zu machen. Als Sängerinnen beteiligten sich Connie Mitchell, Deborah Conway, Kate Cerebrano, Katie Noonan, Little Pattie, Megan Washington, Olivia Newton-John, Sarah Blasko, Sarah McLeod und Suze DeMarchi an dem Musikvideo.
2017 trat die Band als einmalige Angelegenheit in Perth zusammen mit den Gästen Isabella Manfredi und Jack Moffit von The Preatures auf.
2018 versuchte McEntee die Band mit Sängerin Lauren Ruth Ward für eine Tournee in Australien zu reformieren. Dies stieß auf wenig Gegenliebe durch die australischen Fans und die Tour musste schließlich abgesagt werden.

## Bandmitglieder
Tourmusiker (Auswahl)
- Christina Amphlett (1980–1997, 2006–2009) – Gesang
- Mark McEntee (1980–1997, 2006–2009) – Gitarre
- Bjarne Ohlin (1980–1986) – Keyboard, Gitarre, Begleitgesang
- Jeremy Paul (1980–1982) – Bass
- Richard Harvey (1981–1985) – Schlagzeug
- Ken Firth (1982) – Bass, ersetzte Paul
- Rick Grossman (1982–1987) – Bass, ersetzte Firth
- J. J. Harris (1985–1986) – Schlagzeug, ersetzte Harvey
- Frank Infante (1987) – Gitarre
- Tom Caine (1987) – Schlagzeug
- Kenny Lyon (1987) – Keyboard
- Matthew Hughes (1987–1988) – Keyboard, Bass
- Warren McLean (1988) – Schlagzeug
- Tim Millikan (1988) – Bass
- Roger Mason (1988–1989, 1990) – Keyboard
- Tim Powles (1989) – Schlagzeug
- Charley Drayton (1990–1997, 2006–2009) – Schlagzeug, Percussion
- Benmont Tench (1990–1991) – Keyboard: Hammond-Orgel
- Randy Jackson (1990) – Bass
- Lee Borkman (1991) – Keyboard, Gitarre
- Jim Hilbun (1991) – Bass
- Mark Meyer (1991) – Schlagzeug
- Charlie Owen (1991, 2006–2009) – Gitarre
- Jerome Smith (1991, 2006–2009) – Bass
- Clayton Doley (2007–2009) – Keyboard

Zeitstrahl

## Diskografie

### Studioalben
| Jahr | Titel         | Höchstplatzierung, Gesamtwochen, AuszeichnungChartplatzierungen (Jahr, Titel, Platzierungen, Wochen, Auszeichnungen, Anmerkungen) | Höchstplatzierung, Gesamtwochen, AuszeichnungChartplatzierungen (Jahr, Titel, Platzierungen, Wochen, Auszeichnungen, Anmerkungen) | Höchstplatzierung, Gesamtwochen, AuszeichnungChartplatzierungen (Jahr, Titel, Platzierungen, Wochen, Auszeichnungen, Anmerkungen) | Anmerkungen                        |
| Jahr | Titel         | AU | UK | US | Anmerkungen                        |
| ---- | ------------- | --- | --- | --- | ---------------------------------- |
| 1983 | Desperate     | AU5AU | — | — | Erstveröffentlichung: Januar 1983  |
| 1985 | What a Life!  | AU4AU | — | US91 (18 Wo.)US | Erstveröffentlichung: Oktober 1985 |
| 1988 | Temperamental | AU25 (11 Wo.)AU | — | — | Erstveröffentlichung: Mai 1988     |
| 1991 | Divinyls      | AU5 (17 Wo.)AU | UK59 (1 Wo.)UK | US15 Gold · (26 Wo.)US | Erstveröffentlichung: Januar 1991  |
| 1996 | Underworld    | AU47 (3 Wo.)AU | — | US91 (18 Wo.)US | Erstveröffentlichung: August 1996  |

### Soundtracks
| Jahr | Titel                  | Höchstplatzierung, Gesamtwochen, AuszeichnungChartsChartplatzierungen (Jahr, Titel, Platzierungen, Wochen, Auszeichnungen, Anmerkungen) | Anmerkungen                       |
| Jahr | Titel                  | AU | Anmerkungen                       |
| ---- | ---------------------- | --- | --------------------------------- |
| 1983 | Music from Monkey Grip | AU25AU | Erstveröffentlichung: Januar 1983 |

### Kompilationen
| Jahr | Titel          | Höchstplatzierung, Gesamtwochen, AuszeichnungChartsChartplatzierungen (Jahr, Titel, Platzierungen, Wochen, Auszeichnungen, Anmerkungen) | Anmerkungen                            |
| Jahr | Titel          | AU | Anmerkungen                            |
| ---- | -------------- | --- | -------------------------------------- |
| 1991 | The Essential  | AU14 Platin · (2 Wo.)AU | Erstveröffentlichung: 4. November 1991 |
| 1993 | The Collection | AU17 (13 Wo.)AU | Erstveröffentlichung: 6. Dezember 1993 |
| 1997 | Make You Happy | — | Erstveröffentlichung: 1997             |
| 2006 | Greatest Hits  | AU50 (1 Wo.)AU | Erstveröffentlichung: 14. August 2006  |
| 2008 | The Essential  | AU14 (2 Wo.)AU | Erstveröffentlichung: 2008             |

### Singles
| Jahr | Titel Album                                           | Höchstplatzierung, Gesamtwochen, AuszeichnungChartplatzierungen (Jahr, Titel, Album, Platzierungen, Wochen, Auszeichnungen, Anmerkungen) | Höchstplatzierung, Gesamtwochen, AuszeichnungChartplatzierungen (Jahr, Titel, Album, Platzierungen, Wochen, Auszeichnungen, Anmerkungen) | Höchstplatzierung, Gesamtwochen, AuszeichnungChartplatzierungen (Jahr, Titel, Album, Platzierungen, Wochen, Auszeichnungen, Anmerkungen) | Anmerkungen                        |
| Jahr | Titel Album                                           | AU | UK | US | Anmerkungen                        |
| ---- | ----------------------------------------------------- | --- | --- | --- | ---------------------------------- |
| 1981 | Boys in Town Desperate                                | AU8AU | — | — |                                    |
| 1982 | Science Fiction Music from Monkey Grip                | AU13AU | — | — |                                    |
| 1983 | Siren (Never Let You Go) Desperate                    | AU45AU | — | — |                                    |
| 1984 | Good Die Young What a Life!                           | AU32AU | — | — |                                    |
| 1984 | In My Life What a Life!                               | AU47AU | — | — |                                    |
| 1985 | Pleasure and Pain What a Life!                        | AU11AU | — | US76 (7 Wo.)US |                                    |
| 1985 | Sleeping Beauty What a Life!                          | AU50AU | — | — |                                    |
| 1988 | Back to the Wall Temperamental                        | AU33AU | — | — |                                    |
| 1988 | Hey Little Boy Temperamental                          | AU23 (12 Wo.)AU | — | — | im Original von Syndicate of Sound |
| 1990 | I Touch Myself Divinyls                               | AU1 (31 Wo.)AU | UK10 Silber · (12 Wo.)UK | US4 (18 Wo.)US |                                    |
| 1991 | Love School Divinyls                                  | AU43 (4 Wo.)AU | — | — |                                    |
| 1991 | I Ain’t Gonna Eat Out My Heart Anymore The Collection | AU19 (16 Wo.)AU | — | — |                                    |
| 1993 | Wild Thing The Collection                             | AU43 (4 Wo.)AU | — | — | Im Original von Wild Ones          |
| 1995 | I’m Jealous Underworld                                | AU14 Gold · (19 Wo.)AU | — | — |                                    |

Weitere Singles
- 1982: Only Lonely
- 1983: Casual Encounter
- 1986: Heart Telegraph
- 1988: Punxsie
- 1991: Make Out Alright
- 1991: I’m On Your Side
- 1993: Love Is the Drug
- 1995: heart of Steel
- 1996: Hard on Me
- 1996: Human on the Inside
- 1997: For a Good Time
- 2007: Don’t Wanna Do This